# Johannes IV. Grübel
Johannes Grübel war als Johannes IV. Abt des Klosters Waldsassen von 1323 bis 1337.
Johannes Grübel stammte aus Thüringen, er studierte in Paris. Er war zunächst Abt von Osek, als er nach dem Tod seines Vorgängers nach Waldsassen berufen wurde. Er stand in der Gunst von Königin Elisabeth von Böhmen, die dem Kloster kostbare Schenkungen machte. Das Steinhaus in Eger, welches vornehmlich als Handelsniederlassung des Klosters in der Stadt diente, wurde zum Ordenshaus ausgebaut und erhielt einen Turm, Glocken und eine Kapelle. Nach dem Sprachenforscher Johann Andreas Schmeller ist er der Verfasser der fundatio latinalis, ein Gedicht mit Reimen in deutscher Sprache über die Entstehungsgeschichte des Klosters. Das Gedicht wurde in den codex antiquissimus aufgenommen.